# Wil Calhoun
Wil Calhoun er en amerikansk tv-producent og manuskriptforfatter .
Han er bedst kendt for sit arbejde på sitcom-serien Venner, for hvilket arbejde han blev nomineret til en Primetime Emmy i 1999. 
I 2002 Calhoun sammen med Dan Schneider skabte serien What I Like About You med skuespillerne Amanda Bynes og Jennie Garth. Han har blandt andet også været med til at lave serierne: Jesse , Sons & Daughters , Caroline in the City , Kath & Kim og Gary Ugift . 